# 银城中路
银城中路是中華人民共和國上海市浦東新區一條南北走向道路，北起浦東南路，南至東昌路。該道路前身是爛泥渡路的一部分。

## 歷史
爛泥渡路原名赖义渡路，早在1914年就已出現，當時是通往黃浦江浦東一側赖义渡渡口的道路。“赖义”意為“被民众信任和依赖的义渡（渡口）”，由於“赖义”与“烂泥”在上海话中发音一致，所以赖义渡路逐漸寫成爛泥渡路。20世纪初，赖义渡路成為一條商業街，1928年3月，浦东商业储蓄银行设置了赖义渡分行。第二次中日戰爭期間，赖义渡路沿街的商店被日军烧毁，赖义渡路逐漸破敗。後烂泥渡附近遷入不少工廠，工廠員工家屬搬入爛泥渡路附近居住，爛泥渡路出現不少危棚简屋和违章建筑。
浦東開發開放後，烂泥渡路附近成為陸家嘴金融貿易區。21世纪之初，由於烂泥渡路会讓人们误解是住在爛泥地而影響周圍房產銷售，當局將爛泥渡路北段改為銀城中路，南段改為浦明路。現银城中路附近有东方明珠、金茂大厦、上海环球金融中心、上海中心等建築。